# 42nd Street – Port Authority Bus Terminal (métro de New York)
42nd Street – Port Authority Bus Terminal est une station souterraine du métro de New York située dans le quartier de Times Square à Manhattan. Elle est située sur une ligne principale (au sens de tronçon du réseau), l'IND Eighth Avenue Line (métros bleus) issue du réseau de l'ancien Independent Subway System (IND).
Elle est située en plein cœur de Times Square, quartier d'affaires et de tourisme de premier plan où la plupart des commerces fonctionnent 24/7. Elle est également située à proximité du Port Authority Bus Terminal, point de départ de bus de banlieue, et notamment de ceux qui opèrent dans le New Jersey, ainsi que de liaisons nationales ou internationales via des compagnies comme Greyhound ou Peter Pan. En tant que telle, elle constitue, prise avec la station adjacente de Times Square – 42nd Street la station la plus fréquentée du réseau en 2012 avec 62 069 437 passagers, loin devant Grand Central – 42nd Street (42 894 249 usagers).
Au total, les trois services de l'IND Eighth Avenue Line y circulent :
- Les métros A et E y transitent 24/7
- Les métros C s'y arrêtent tout le temps sauf la nuit (late nights).